# Carex ornithopoda
Laîche pied-d'oiseau
Espèce
La Laîche pied-d'oiseau (Carex ornithopoda) est une espèce de plantes vivaces de la famille des Cypéracées.

## Liste des sous-espèces et variétés
Selon NCBI (28 janvier 2024) :
- sous-espèce Carex ornithopoda subsp. ornithopoda
- sous-espèce Carex ornithopoda subsp. ornithopodioides (Hausm.) Nyman, 1882

Selon Tropicos (28 janvier 2024) (Attention liste brute contenant possiblement des synonymes) :
- sous-espèce Carex ornithopoda subsp. bulgarica (Velen.) Stoeva & E.D. Popova
- sous-espèce Carex ornithopoda subsp. elongata (Leyb.) Vierh.
- sous-espèce Carex ornithopoda subsp. ornithopoda
- sous-espèce Carex ornithopoda subsp. ornithopodioides (Hausm.) Nyman
- variété Carex ornithopoda var. alpina Gaudin
- variété Carex ornithopoda var. castanea Murb.
- variété Carex ornithopoda var. elongata (Leyb.) Asch. & Graebn.
- variété Carex ornithopoda var. hausmannii Döll
- variété Carex ornithopoda var. ornithopodioides (Hausm.) Garcke